# 穂高 (安曇野市)
穂高（ほたか）は長野県安曇野市の町丁。同市穂高地区の中心部にあたる。当地域の「住宅基本台帳人口」は11,715人（2020年1月1日）。　

## 概要
穂高神社の鳥居前町、千国街道穂高宿の宿場町として古くから発展した。現在は南北を貫通する国道147号沿いに市街地が形成され、JR大糸線が国道の西を並行する。穂高駅を中心として、長野県道317号穂高停車場線が東方向に、長野県道432号柏原穂高線や長野県道308号小岩岳穂高停車場線が西方向に、長野県道309号塚原穂高停車場線が南方向に、長野県道85号穂高明科線が北東方向にそれぞれ伸びている。矢原区・白金区・等々力区・等々力町区・穂高町区・穂高区の6つの行政区からなる。

## 地理
安曇野市の北部に位置した平坦な扇状地にあり、特産のワサビは穂高川、万水川と高瀬川、犀川との合流地点近くと、その河川沿岸に栽培され、大王わさび農場を含む安曇野わさび田湧水群は1985年（昭和60年）環境庁（当時、現・環境省）が指定した名水百選に選定され、1995年（平成7年）3月には国土庁から水の郷百選の認定を受けた。また近年、ニジマスの養魚場も多数見られる。安曇野市役所穂高庁舎の敷地には長野地方気象台のアメダス観測所が設置されている。
河川・用水路
- 河川 : 穂高川、烏川、万水川
- 堰・用水路 : 拾ヶ堰、矢原堰、上原堰

### 地価
住宅地の地価は、2025年（令和7年）1月1日の公示地価によれば、穂高6113-2の地点で33,500円/m2となっている
。

## 歴史
- 1874年（明治7年）10月25日 - 穂高宿を構成する保高町村と等々力町村が、保高村・矢原村・白金村・貝梅村・等々力村と合併して、東穂高村となる。
- 1889年（明治22年）4月1日 - 町村制施行。3月までは戸長制であった。
- 1898年（明治31年） - 研成義塾開校。
- 1915年（大正4年）7月15日 - 信濃鉄道の穂高駅開業。
- 1921年（大正10年）7月1日 - 東穂高村が町制施行・改称して穂高町となる。

## 交通
道路
- 国道147号千国街道（糸魚川街道）
- 長野県道25号塩尻鍋割穂高線
- 長野県道85号穂高明科線
- 長野県道308号小岩岳穂高停車場線
- 長野県道309号塚原穂高停車場線
- 長野県道310号柏矢町田沢停車場線
- 長野県道317号穂高停車場線
- 長野県道432号柏原穂高線

鉄道
- 東日本旅客鉄道（JR東日本）大糸線 穂高駅

## 地域

### 施設
- 安曇野市役所穂高支所
- 安曇野市図書館中央図書館
- 安曇野警察署穂高交番
- 穂高消防署
- 碌山美術館
- 井口喜源治記念館
- あづみ野コンサートホール
- 穂高病院
- 穂高郵便局

### 教育
- 長野県穂高商業高等学校
- 安曇野市立穂高東中学校
- 安曇野市立穂高南小学校

### 企業
- 長野銀行穂高支店
- 八十二銀行穂高支店

### 大型商業施設
- 穂高ショッピングパーク
- あづみのショッピングプラザ

## 名所・旧跡・観光スポット・祭事・催事
- 穂高神社
- 矢原神明宮
- 穂高宿
- 東光寺
- 等々力家
- 大王わさび農場
- 碌山美術館